# 后神星
后神星（103 Hera）是一顆位于小行星帶內的個體較大的小行星，編號103，由詹姆斯·克雷格·沃森于1868年9月7日发现。后神星的直径为91.2千米，质量为7.9×1017千克，公转周期为1622.975天。
后神星以古希臘神話中的天后，宙斯三位合法妻子中唯一的一位正妻赫拉命名。